# James Kwesi Appiah
James Kwesi Appiah alias Akwasi Appiah (Kumasi, 30 juni 1960) is een Ghanees voetbalcoach en voormalig voetballer.

## Spelerscarrière
Appiah speelde als linksback tien seizoenen voor het Ghanese Asante Kotoko. Tussen 1987 en 1992 haalde hij verschillende selecties bij het nationaal elftal. Hij speelde in totaal vijf interlands, waarvan twee WK-kwalificatiewedstrijden. Hij was ook aanvoerder van Ghana.

## Trainerscarrière
Appiah was coach van Ghana –23 op de Afrikaanse Spelen 2011 in Mozambique. In april 2012 werd hij aangesteld als bondscoach van het Ghanees nationaal elftal. Hij deed ervaring op bij de technische staf van het Engelse Manchester City. Op 19 november 2013 plaatste hij zich met Ghana voor het WK 2014 in Brazilië nadat Ghana in de play-offs te sterk bleek voor Egypte. Op de eindronde wist de ploeg in een poule met Duitsland, Verenigde Staten en Portugal één punt te behalen, waardoor voor het eerst de groepsfase niet werd overleefd. Het optreden van Ghana werd overschaduwd door onenigheid over wedstrijdpremies en wangedrag van Kevin-Prince Boateng en Sulley Muntari. Beiden werden uit de WK-selectie gezet. Ghana begon na het WK moeizaam aan de kwalificatie voor de strijd om de Afrika Cup. Appiah trad op 13 september 2014 terug als bondscoach.
1 Kwarasey ·
2 Opare ·
3 Gyan ·
4 Mensah ·
5 Sumaila ·
6 Muntari ·
7 Atsu ·
8 Essien ·
9 Boateng ·
10 A. Ayew ·
11 J. Ayew ·
12 Waris ·
13 Boye ·
14 Asamoah ·
15 Adomah ·
16 Badu ·
17 Mubarak ·
18 Acquah ·
19 Rabiu ·
20 Afful ·
21 Inkoom ·
22 Adams ·
23 Dauda ·
Coach: Appiah